# Heteroxenia lighti
Heteroxenia lighti är en korallart som beskrevs av Hilario Atanacio Roxas 1933. Heteroxenia lighti ingår i släktet Heteroxenia och familjen Xeniidae. Inga underarter finns listade i Catalogue of Life.